# Hayley Simmonds
Hayley Simmonds (* 22. Juli 1988 in Redditch) ist eine britische Radsportlerin.

## Sportliche Laufbahn
Ihre sportliche Laufbahn begann Hayley Simmons als Ruderin. Schon als Schülerin betrieb sie diesen Sport und ruderte anschließend acht Jahre lang in Cambridge. 2010 begann sie mit dem Radsport. 2015 und 2016 wurde sie britische Meisterin im Einzelzeitfahren. 2018 gewann sie in dieser Disziplin bei den Commonwealth Games die Bronzemedaille und 2019 bei den Europaspielen die Silbermedaille. Im Oktober 2019 wurde sie britische Meisterin im Bergzeitfahren.

## Erfolge
2015
- Britische Meisterin – Einzelzeitfahren

2016
- Britische Meisterin – Einzelzeitfahren

2017
- eine Etappe Internationale Thüringen-Rundfahrt

2018
- Commonwealth Games – Einzelzeitfahren

2019
- Europaspiele – Einzelzeitfahren
- Britische Meisterin – Bergzeitfahren